# Klášter Sorø
Klášter Sorø (dánsky Sorø Kloster) je cihlový cisterciácký klášter v dánském městě Sorø. Byl založen v druhé polovině 12. století arcibiskupem Absalonem a prvotní konvent byl povolán z kláštera v Esromu. Tím se napojil na dceřinou řadu Clairvaux. Konventní kostel slouží jako královská nekropole, a kromě panovníků je zde pohřben i dramatik Ludvig Holberg.